# Zeilen op de Olympische Zomerspelen 1952
Zeilen is een van de sporten die beoefend werden tijdens de Olympische Zomerspelen 1952 in Helsinki. De zeilwedstrijden werden op twee locaties gehouden: Harmaja en Liuskasaari.
Er werd in vijf klassen om de medailles gestreden Drie alleen voor mannen en twee open klassen (draken en 5,5m).
In vergelijking met de Spelen van 1948 werd de Olympiajol vervangen door de Finn klasse en de Stormvogel door de 5,5m klasse.
Zowel Nederland als België behaalden op deze Spelen geen medailles bij het zeilen.

## Uitslagen

### Finn klasse
| rang   | sporter            | land             |
| ------ | ------------------ | ---------------- |
| Goud   | Paul Bert Elvström | Denemarken       |
| Zilver | Charles Currey     | Groot-Brittannië |
| Brons  | Rickard Sarby      | Zweden           |

### Star klasse
| rang   | sporter                            | land             |
| ------ | ---------------------------------- | ---------------- |
| Goud   | Agostino Straulino/Nicolò Rode     | Italië           |
| Zilver | John Reid/John Price               | Verenigde Staten |
| Brons  | Joaquim Fiúza/Francisco de Andrade | Portugal         |

### Drakenklasse
| rang   | sporter                                          | land      |
| ------ | ------------------------------------------------ | --------- |
| Goud   | Sigve Lie/Hakon Barfod/Thor Thorvaldsen          | Noorwegen |
| Zilver | Per Gedda/Sidney Boldt-Christmas/Erland Almkvist | Zweden    |
| Brons  | Theodor Thomsen/Erich Natusch/Georg Nowka        | Duitsland |

### 5,5m klasse
| rang   | sporter                                                   | land             |
| ------ | --------------------------------------------------------- | ---------------- |
| Goud   | Britton Chance/Sumner White/Edgar White/Michael Schoettle | Verenigde Staten |
| Zilver | Peder Lunde/Vibeke Lunde/Börre Falkum-Hansen              | Noorwegen        |
| Brons  | Folke Wassen/Carl-Erik Ohlson/Magnus Wassen               | Zweden           |

### 6 m klasse
| rang   | sporter                                                                           | land             |
| ------ | --------------------------------------------------------------------------------- | ---------------- |
| Goud   | Herman Whiton/Eric Ridder/Julian Roosevelt/John Morgan/Everard Endt/Emelyn Whiton | Verenigde Staten |
| Zilver | Finn Ferner/Johan Ferner/Erik Heiberg/Carl Mortensen/Tor Arneberg                 | Noorwegen        |
| Brons  | Ernst Westerlund/Paul Sjöberg/Ragnar Jansson/Jonas Konto/Rolf Turkka              | Finland          |

## Medaillespiegel
| rang   | land             | goud | zilver | brons | totaal |
| ------ | ---------------- | ---- | ------ | ----- | ------ |
| 1      | Verenigde Staten | 2    | 1      | 0     | 3      |
| 2      | Noorwegen        | 1    | 2      | 0     | 3      |
| 3      | Denemarken       | 1    | 0      | 0     | 1      |
| 3      | Italië           | 1    | 0      | 0     | 1      |
| 5      | Zweden           | 0    | 1      | 2     | 3      |
| 6      | Groot-Brittannië | 0    | 1      | 0     | 1      |
| 7      | Finland          | 0    | 0      | 1     | 1      |
| 7      | Portugal         | 0    | 0      | 1     | 1      |
| 7      | Duitsland        | 0    | 0      | 1     | 1      |
| totaal | totaal           | 5    | 5      | 5     | 15     |

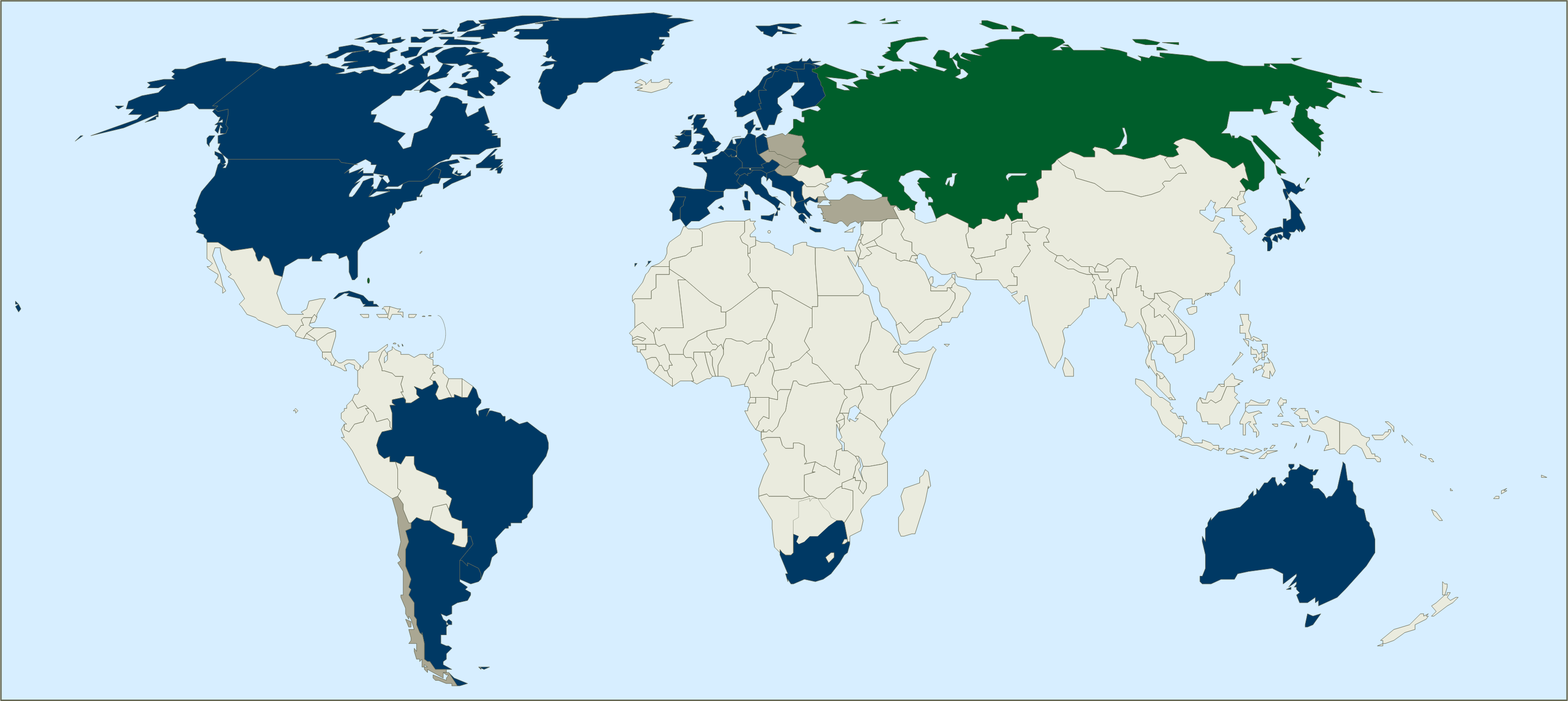
Landen die meededen met zeilen in 1952
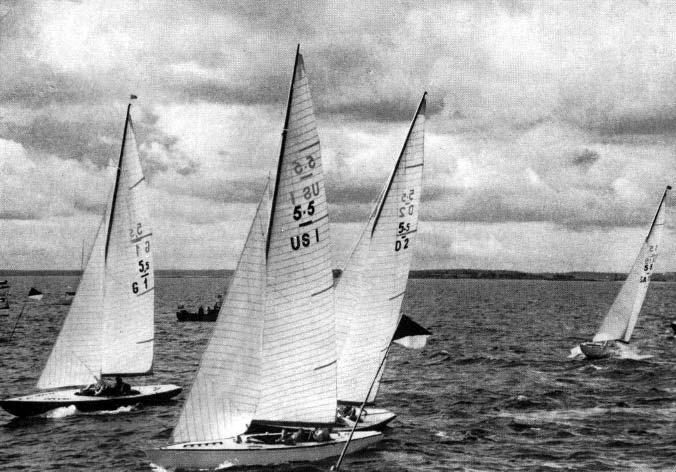
Race in 1952
Olympische klassen in 1952
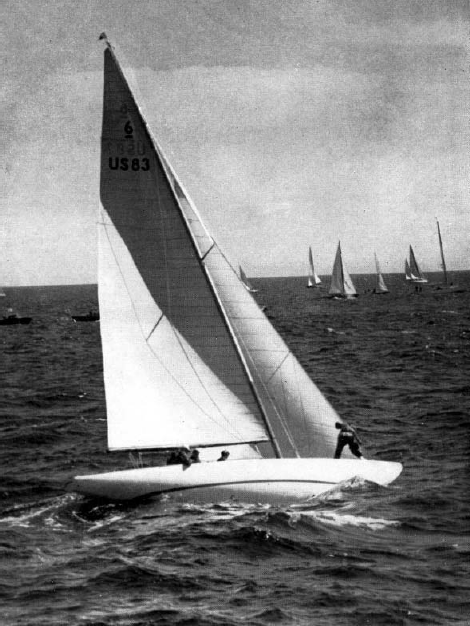
Winnende boot in 1952

Athene 1896 · 
Parijs 1900 · 
St. Louis 1904 · 
Londen 1908 · 
Stockholm 1912 · 
Antwerpen 1920 · 
Parijs 1924 · 
Amsterdam 1928 · 
Los Angeles 1932 · 
Berlijn 1936 · 
Londen 1948 · 
Helsinki 1952 · 
Melbourne 1956 · 
Rome 1960 · 
Tokio 1964 · 
Mexico-stad 1968 · 
München 1972 · 
Montréal 1976 · 
Moskou 1980 · 
Los Angeles 1984 · 
Seoel 1988 · 
Barcelona 1992 · 
Atlanta 1996 · 
Sydney 2000 · 
Athene 2004 · 
Peking 2008 · 
Londen 2012 · 
Rio de Janeiro 2016 · 
Tokio 2020 · 
Parijs 2024 · 
Los Angeles 2028

Medaillewinnaars
Atletiek · Basketbal · Boksen · Gewichtheffen · Hockey · Honkbal (demonstratie) · Kanovaren · Moderne vijfkamp · Paardensport · Roeien · Schermen · Schietsport · Schoonspringen · Turnen · Voetbal · Waterpolo · Wielersport · Worstelen · Zeilen · Zwemmen